# La Chapelle-Palluau
La Chapelle-Palluau és un municipi francès situat al departament de Vendée i a la regió de País del Loira. L'any 2007 tenia 888 habitants.

## Demografia

### Població
El 2007 la població de fet de La Chapelle-Palluau era de 888 persones. Hi havia 344 famílies de les quals 73 eren unipersonals (26 homes vivint sols i 47 dones vivint soles), 103 parelles sense fills, 155 parelles amb fills i 13 famílies monoparentals amb fills.
La població ha evolucionat segons el següent gràfic:
Habitants censats

### Habitatges
El 2007 hi havia 410 habitatges, 343 eren l'habitatge principal de la família, 40 eren segones residències i 27 estaven desocupats. 396 eren cases i 11 eren apartaments. Dels 343 habitatges principals, 280 estaven ocupats pels seus propietaris, 59 estaven llogats i ocupats pels llogaters i 4 estaven cedits a títol gratuït; 2 tenien una cambra, 12 en tenien dues, 41 en tenien tres, 86 en tenien quatre i 202 en tenien cinc o més. 278 habitatges disposaven pel capbaix d'una plaça de pàrquing. A 137 habitatges hi havia un automòbil i a 182 n'hi havia dos o més.

### Piràmide de població
La piràmide de població per edats i sexe el 2009 era:
| Homes | Edats   | Dones |
| ----- | ------- | ----- |
| 0     | 95 o +  | 0     |
| 4     | 90 a 94 | 12    |
| 4     | 85 a 89 | 0     |
| 4     | 80 a 84 | 4     |
| 8     | 75 a 79 | 4     |
| 16    | 70 a 74 | 24    |
| 24    | 65 a 69 | 20    |
| 24    | 60 a 64 | 16    |
| 16    | 55 a 59 | 16    |
| 16    | 50 a 54 | 28    |
| 28    | 45 a 49 | 20    |
| 24    | 40 a 44 | 28    |
| 32    | 35 a 39 | 20    |
| 12    | 30 a 34 | 16    |
| 20    | 25 a 29 | 32    |
| 20    | 20 a 24 | 8     |
| 24    | 15 a 19 | 12    |
| 16    | 10 a 14 | 20    |
| 12    | 5 a 9   | 24    |
| 24    | 0 a 4   | 16    |

## Economia
El 2007 la població en edat de treballar era de 539 persones, 432 eren actives i 107 eren inactives. De les 432 persones actives 396 estaven ocupades (220 homes i 176 dones) i 34 estaven aturades (16 homes i 18 dones). De les 107 persones inactives 33 estaven jubilades, 39 estaven estudiant i 35 estaven classificades com a «altres inactius».

### Ingressos
El 2009 a La Chapelle-Palluau hi havia 362 unitats fiscals que integraven 929,5 persones, la mediana anual d'ingressos fiscals per persona era de 16.481 €.

### Activitats econòmiques
Dels 30 establiments que hi havia el 2007, 1 era d'una empresa alimentària, 9 d'empreses de construcció, 4 d'empreses de comerç i reparació d'automòbils, 1 d'una empresa d'hostatgeria i restauració, 1 d'una empresa d'informació i comunicació, 1 d'una empresa immobiliària, 6 d'empreses de serveis, 2 d'entitats de l'administració pública i 5 d'empreses classificades com a «altres activitats de serveis».
Dels 12 establiments de servei als particulars que hi havia el 2009, 1 era un taller de reparació d'automòbils i de material agrícola, 2 paletes, 3 guixaires pintors, 2 fusteries, 2 lampisteries i 2 perruqueries.
L'únic establiment comercial que hi havia el 2009 era una fleca.
L'any 2000 a La Chapelle-Palluau hi havia 22 explotacions agrícoles que ocupaven un total de 1.036 hectàrees.

## Equipaments sanitaris i escolars
El 2009 hi havia una escola elemental.

## Poblacions més properes
El següent diagrama mostra les poblacions més properes.